# Бауэр, Каролина

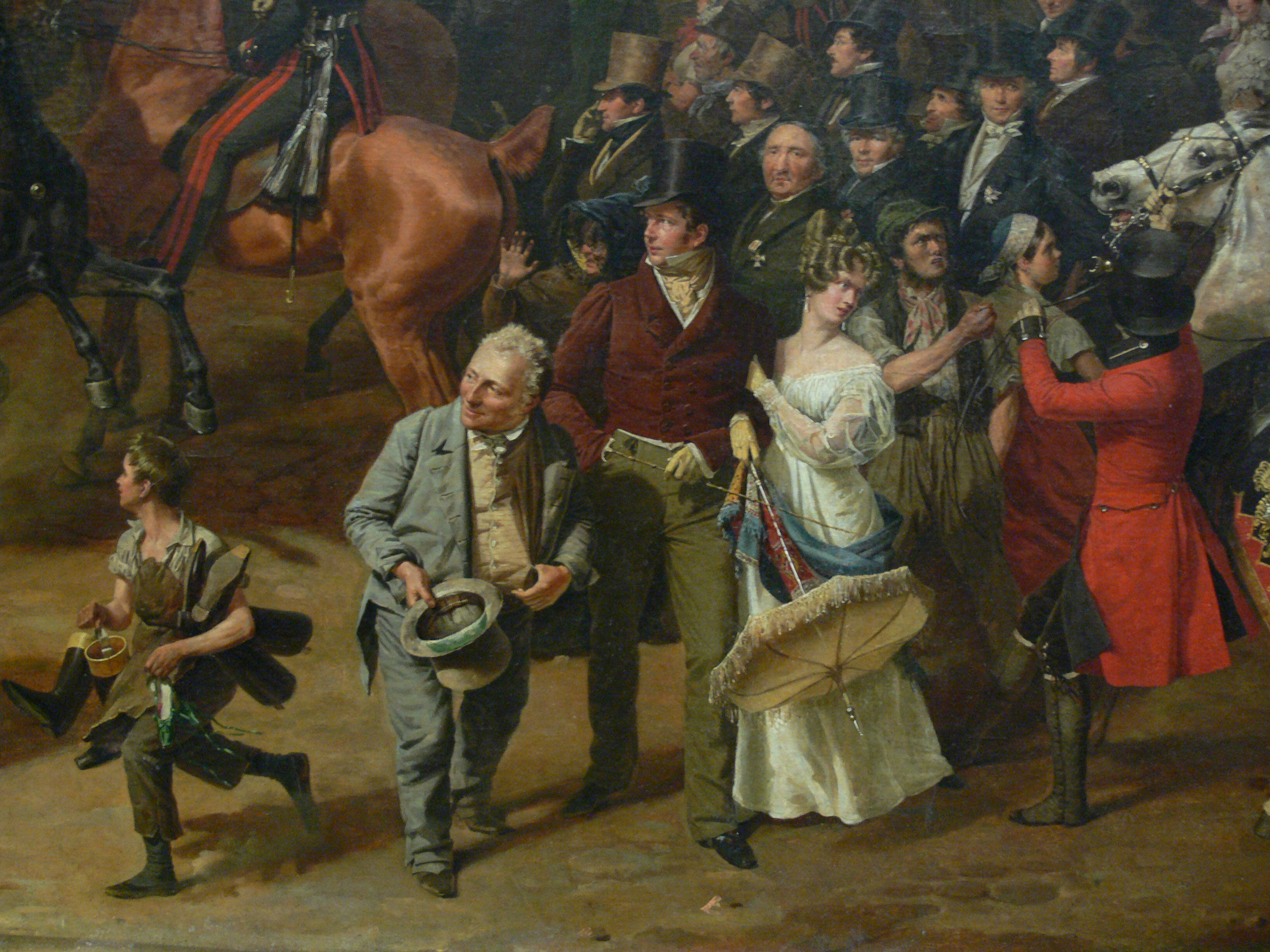
Каролина Бауэр (в белом платье) в компании художников, среди которых есть Иоганн Готфрид Шадов, Карл Бегас, Карл Фридрих Шинкель, Карл Вильгельм Вах и Кристиан Даниэль Раух, на картине «Парад на Оперной площади в Берлине» художника Франца Крюгера, 1824—1830.

Каролина Филиппина Августа Бауэр (нем. Karoline Philippine Auguste Bauer; 29 марта 1807, Гейдельберг — 18 октября 1877, Кильхберг (Цюрих)) — немецкая актриса эпохи бидермайера, более известная как Лина Бауэр.

## Биография
Каролина Бауэр родилась в немецком городе Гейдельберг в семье Генриха Бауэра и Кристианы Стокмар. Её братьями и сёстрами были Лотхен, Карл и Луиз.
В течение некоторого времени, в 1828—1829 годах, она была любовницей принца Леопольда Саксен-Кобург-Заальфельдского, в 1831 году ставшего королём Бельгии под именем Леопольда I. Поговаривали, что она имела близкое физическое сходство с покойной женой Леопольда — принцессой Шарлоттой Августой Уэльской, что отмечал и герцог Веллингтон.
В середине 1829 года она вместе с матерью вернулась в Берлин и возобновила свою карьеру актрисы. Её соперницей на сцене была Шарлотта фон Хагн, театральные зрители даже делились на «бауэрианцев» и «хагнерианцев». Много лет спустя в своих мемуарах она утверждала, что вступила в морганатический брак с Леопольдом и что он сделал её графиней Монтгомери. Однако никаких иных записей о существовании этого брака или такого титула обнаружено не было. Более того, её двоюродный брат, сын секретаря Леопольда, барон Кристиан Фридрих Стокмар, решительно отрицал это.
Вторым супругом Бауэр стал Владислав Платер, за которого она вышла замуж в 1843 году. Её двоюродная сестра Мария Бауэр была замужем за Марианом Лангевичем, лидером Польского восстания 1863 года, они поженились в Швейцарии. Каролина Бауэр покончила жизнь самоубийством в Кильхберге, в окрестностях швейцарского Цюриха.